# Ciak d'oro 1999
La 14ª edizione dei Ciak d'oro si è tenuta al Teatro antico di Taormina nell'estate del 1999, e la cerimonia di premiazione è stata condotta da Simona Ventura. Le pellicole cinematografiche che ottengono il maggior numero di premi sono La leggenda del pianista sull'oceano di Giuseppe Tornatore, Fuori dal mondo di Giuseppe Piccioni e Radiofreccia di Luciano Ligabue con quattro riconoscimenti.

## Vincitori e candidati
I vincitori sono indicati in grassetto, a seguire gli altri candidati.

### Miglior film
- La leggenda del pianista sull'oceano di Giuseppe Tornatore

### Miglior regista
- Giuseppe Tornatore - La leggenda del pianista sull'oceano

### Migliore attore protagonista
- Stefano Accorsi - Radiofreccia

### Migliore attrice protagonista
- Giovanna Mezzogiorno - Del perduto amore

### Migliore attore non protagonista
- Sergio Rubini - Del perduto amore
  - Antonio Petrocelli - Il signor Quindicipalle
  - Edoardo Gabbriellini - Baci e abbracci
  - Emilio Solfrizzi - Ormai è fatta!
  - Enrico Salimbeni - Radiofreccia

### Migliore attrice non protagonista
- Giuliana Lojodice - Fuori dal mondo
  - Aisha Cerami - La fame e la sete
  - Cecilia Dazzi - Matrimoni
  - Marina Massironi - Così è la vita
  - Regina Orioli - Gallo cedrone

### Migliore opera prima
- Luciano Ligabue - Radiofreccia

### Migliore sceneggiatura
- Giuseppe Piccioni, Gualtiero Rosella, Lucia Zei - Fuori dal mondo
  - Paolo Virzì, Francesco Bruni - Baci e abbracci
  - Gianni Amelio - Così ridevano
  - Michele Placido, Domenico Starnone - Del perduto amore
  - Cristina Comencini - Matrimoni

### Migliore fotografia
- Luca Bigazzi - Così ridevano e Fuori dal mondo
  - Alessandro Pesci - Baci e abbracci
  - Blasco Giurato - Del perduto amore
  - Fabio Cianchetti - L'assedio
  - Maurizio Calvesi - Nerolio

### Migliore sonoro
- Amedeo Casati - Fuori dal mondo
  - Tullio Morganti - Baci e abbracci
  - Alessandro Zanon - Così ridevano
  - Fabrizio Andreucci - Giamaica
  - Gaetano Carito - Radiofreccia

### Migliore scenografia
- Francesco Frigeri - La leggenda del pianista sull'oceano
  - Giancarlo Basili - Così ridevano
  - Paola Comencini - Del perduto amore
  - Massimo Antonello Geleng - Il fantasma dell'opera
  - Gianni Silvestri, Cynthia Sleiter - L'assedio

### Migliore montaggio
- Jacopo Quadri - L'assedio
  - Simona Paggi - Così ridevano
  - Marco Spoletini - Così è la vita
  - Luigi Faccini - Giamaica
  - Giuseppe M. Gaudino, Roberto Perpignani - Giro di lune tra terra e mare

### Migliore costumi
- Maurizio Millenotti - La leggenda del pianista sull'oceano
  - Gianna Gissi - Così ridevano
  - Gino Persico - Ferdinando e Carolina
  - Maria Rita Barbera - I piccoli maestri
  - Anna Anni, Jenny Beavan, Alberto Spiazzi - Un tè con Mussolini

### Migliore colonna sonora
- Luciano Ligabue - Radiofreccia
  - Carlo Virzì - Baci e abbracci
  - Negrita - Così è la vita
  - Ludovico Einaudi - Fuori dal mondo
  - Ennio Morricone - La leggenda del pianista sull'oceano

### Miglior manifesto
- La gabbianella e il gatto

### Migliore film straniero
- The Truman Show di Peter Weir

### Ciak d'oro alla carriera
- Mario Monicelli

### Miglior film in videocassetta
- Radiofreccia di Luciano Ligabue